# Дивьяка
Дивьяка (алб. Divjakë, Divjaka) — приморский город в Центральной Албании. Население 10 987 (2001).